# 열마디개미속
열마디개미속은 개미과에 속하는 개미의 한 속이다. 전 세계에 걸쳐 약 280종의 개미를 포함하는 속이다. 우리나라에는 2종, 열마디개미와 일본열마디개미가 서식하며 최근 붉은불개미가 들어올 조짐을 보이고 있다.

## 생김새
모든 곤충처럼 머리, 가슴, 배로 나뉘며, 이들은 이름그대로 더듬이에 열개의 마디가 있다. 머리는 구릿빛이고, 일개미들은 검은색과 빨간색 사이의 어떤 색이다. 일개미들의 크기는 2~6mm이다.

## 행동
열마디개미속의 개미들은 탁 트인 곳에 둥지를 만들며, 주식은 어린 식물, 씨앗, 그리고 가끔 귀뚜라미도 먹는다. 가끔 곤충이 아닌 작은 동물도 공격하여 죽인다. 일반 개미들은 상처를 내고 그 상처에 개미산을 뿌리는데 비하여 열마디개미속의 개미들은 일단 물고 나서, 계속 물고 있는 상태로 자신들의 침으로 찌른다. 침에는 솔레놉신이 있다. 인간에게는 솔레놉신이 상당히 고통스럽고, 불타는 듯한 통증이 이는데, 이때문에 열마디 개미속의 개미들은 영어로는 'Fire ant'라고 한다. 솔레놉신은 살충제 역할과 살균제 역할을 하는데, 이때문에 연구자들은 유모 개미들이 유충들을 미생물로부터 보호하기 위하여 솔레놉신을 뿌릴거라고 주장한다.
군락은 주로 축축한 흙에서 만들어지며 대체로 잘 보이지 않는데 이는 '뚜껑'이되는 물체, 예를 들어 목재, 돌, 벽돌 등이 군락 입구를 가리기 때문이다. 만약 이런 '뚜껑'이 없으면 돔모양의 더미를 형성하는데, 들판 등에서 이런 더미를 관찰할 수 있다. 이러한 더미들은 약 40cm까지 커진다. 군락에는 여러 여왕이 있을 수 있고 한 여왕이 있을 수도 있는데 한 마리만 있어도 한 달 만에 군락의 개체 수가 수천으로 불어날 수 있다.

## 각 계급의 역할
열마디개미속의 개미들은 간단히 세 계급으로 나뉜다.
- 여왕: 가장 큰 개체. 알을 낳으며, 6~7년을 산다. 하루에 알을 약 1500개까지 낳을 수 있다. 몇 종에서는 여왕이 군락에 여러마리 있다.
- 수개미: 약 3일을 산다. 여왕과 짝짓기를 하여 정자를 제공한다.
- 일개미: 불임의 암컷으로 온갖 잡일을 한다. 예를 들어 먹이 찾기, 유충 기르기 등이다.

## 같이 보기
- 총알개미